# Heteropygas albicauda
Heteropygas albicauda är en fjärilsart som beskrevs av Köhler 1979. Heteropygas albicauda ingår i släktet Heteropygas och familjen nattflyn. Inga underarter finns listade i Catalogue of Life.